# شرکت جانی و همکاران
شرکت جانی و همکاران (به ژاپنی: کابوشیکی گایشا،  株式会社ジャニーズ事務所, Kabushiki-gaisha)) یک آژانس عامل استعدادیابی ژاپنی است که توسط جانی کیتاگاوا در سال ۱۹۶۲ تشکیل شد و گروه‌هایی از آیدل‌های ژاپنی معروف به جانیز (ジャニーズ, Janīzu) را مدیریت می‌کند.
در سال ۲۰۲۳، مشخص شد که برای حدود ۶۰ سال از زمان تاسیس شرکت جانی و همکاران، بنیانگذار جانی کیتاگاوا قبل از شروع به کار به پسران جوان تجاوز کرده است. این اتفاق باعث سردرگمی در صنایع سرگرمی و تبلیغات ژاپن شد.